# Shevchénkove (Podilsk)
Shevchenkove  (ucraniano: Шевченкове) es una localidad del Raión de Podilsk en el Óblast de Odesa de Ucrania. Según el censo de 2001, tiene una población de 73 habitantes.